# تشارلز بيم
تشارلز بيم (بالفرنسية: Charles Behm)‏ هو لاعب جمباز فني لوكسمبورغي، ولد في 17 يناير 1883 في لوكسمبورغ في لوكسمبورغ، وتوفي بنفس المكان في 15 فبراير 1957.

## وصلات خارجية
- تشارلز بيم على موقع أوليمبيديا (الإنجليزية)